# Dmitrij Bagrjanov
Dmitrij Vjačeslavovič Bagrjanov (in russo Дмитрий Вячеславович Багрянов?; Mosca, 18 dicembre 1967 – 4 febbraio 2015) è stato un lunghista russo, fino al 1991 sovietico.

## Palmarès

### Europei indoor
- 1 medaglia:
  - 1 oro (Genova 1992[1])